# Dekanat bieszenkowicki
Dekanat bieszenkowicki – jeden z dwudziestu jeden dekanatów wchodzących w skład eparchii witebskiej i orszańskiej Egzarchatu Białoruskiego Patriarchatu Moskiewskiego.
Dziekanem jest protojerej Rodion Radziewicz.

## Parafie w dekanacie[1]
- Parafia św. Proroka Eliasza w Bieszenkowiczach
  - Cerkiew św. Proroka Eliasza w Bieszenkowiczach
  - Kaplica szpitalna św. Elżbiety Romanownej w Bieszenkowiczach
- Parafia Przemienienia Pańskiego w Boczejkowie
  - Cerkiew Przemienienia Pańskiego w Boczejkowie
- Parafia św. Mikołaja Cudotwórcy w Dobrzygórach
  - Cerkiew św. Mikołaja Cudotwórcy w Dobrzygórach
- Parafia św. Aleksandra Newskiego w Martynowie
  - Cerkiew św. Aleksandra Newskiego w Martynowie
- Parafia św. Trójcy w Ostrownie
  - Cerkiew św. Trójcy w Ostrownie
- Parafia św. Proroka Eliasza w Pawłowiczach
  - Cerkiew św. Proroka Eliasza w Pawłowiczach
- Parafia Kazańskiej Ikony Matki Bożej w Przydźwiniu
  - Cerkiew Kazańskiej Ikony Matki Bożej w Przydźwiniu
- Parafia św. Mikołaja Cudotwórcy w Słobódce
  - Cerkiew św. Mikołaja Cudotwórcy w Słobódce
- Parafia Narodzenia Najświętszej Maryi Panny w Świecy
  - Cerkiew Narodzenia Najświętszej Maryi Panny w Świecy
- Parafia św. Trójcy w Ułle
  - Cerkiew św. Trójcy w Ułle
- Parafia św. Trójcy w Wierchowiu
  - Cerkiew św. Trójcy w Wierchowiu

## Galeria

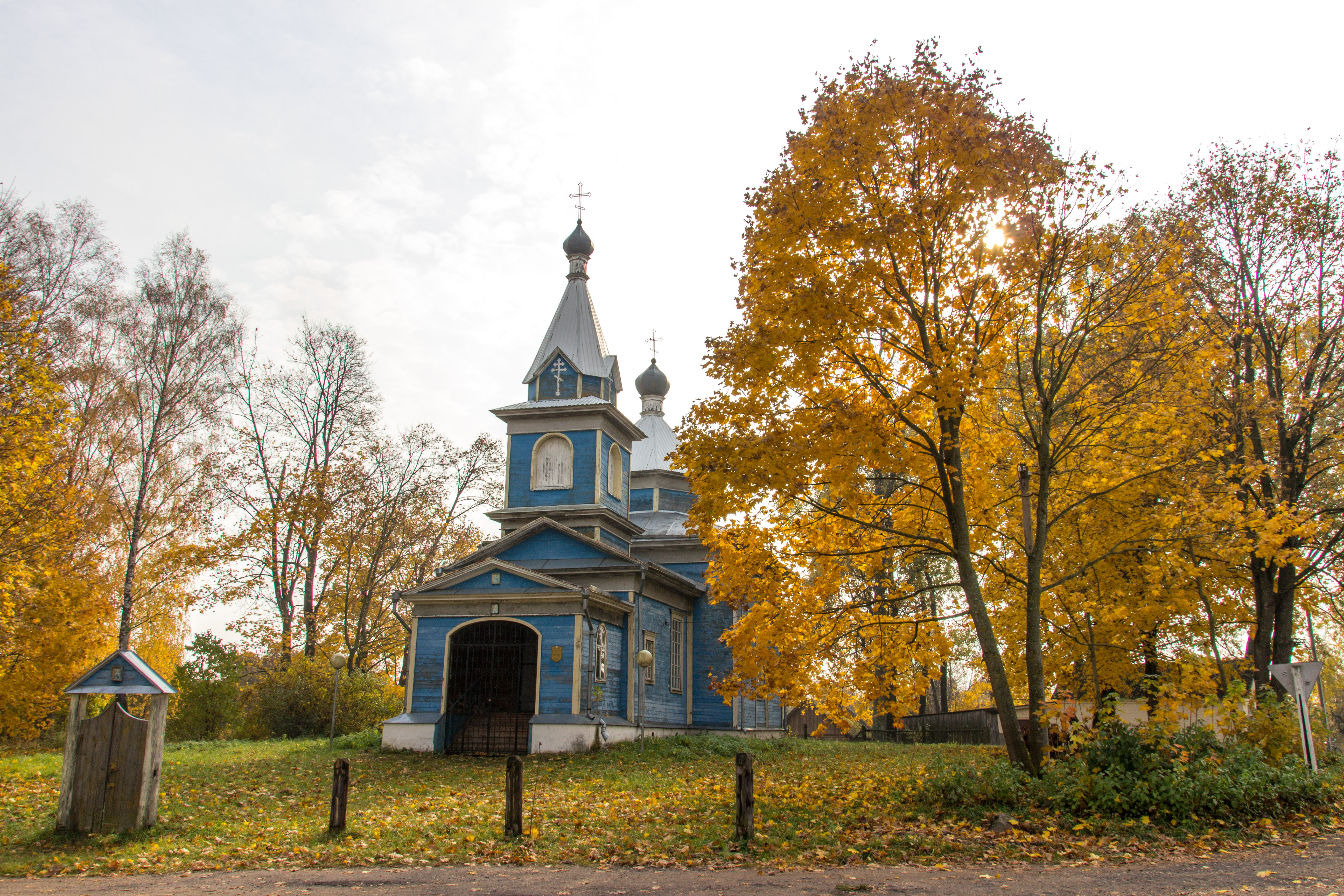
Cerkiew św. Mikołaja Cudotwórcy w Dobrzygórach
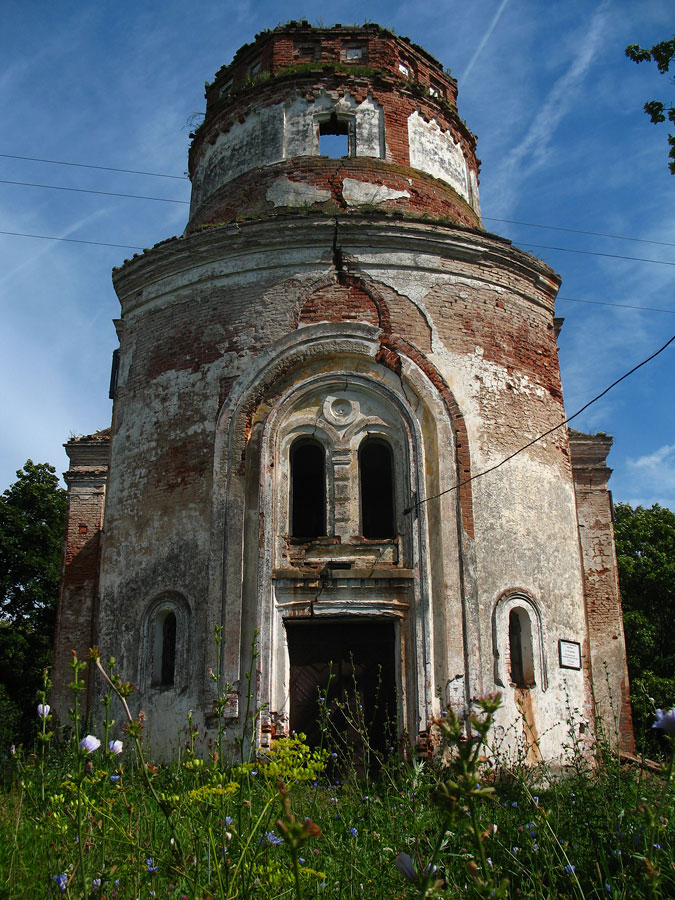
Cerkiew św. Trójcy w Ostrownie
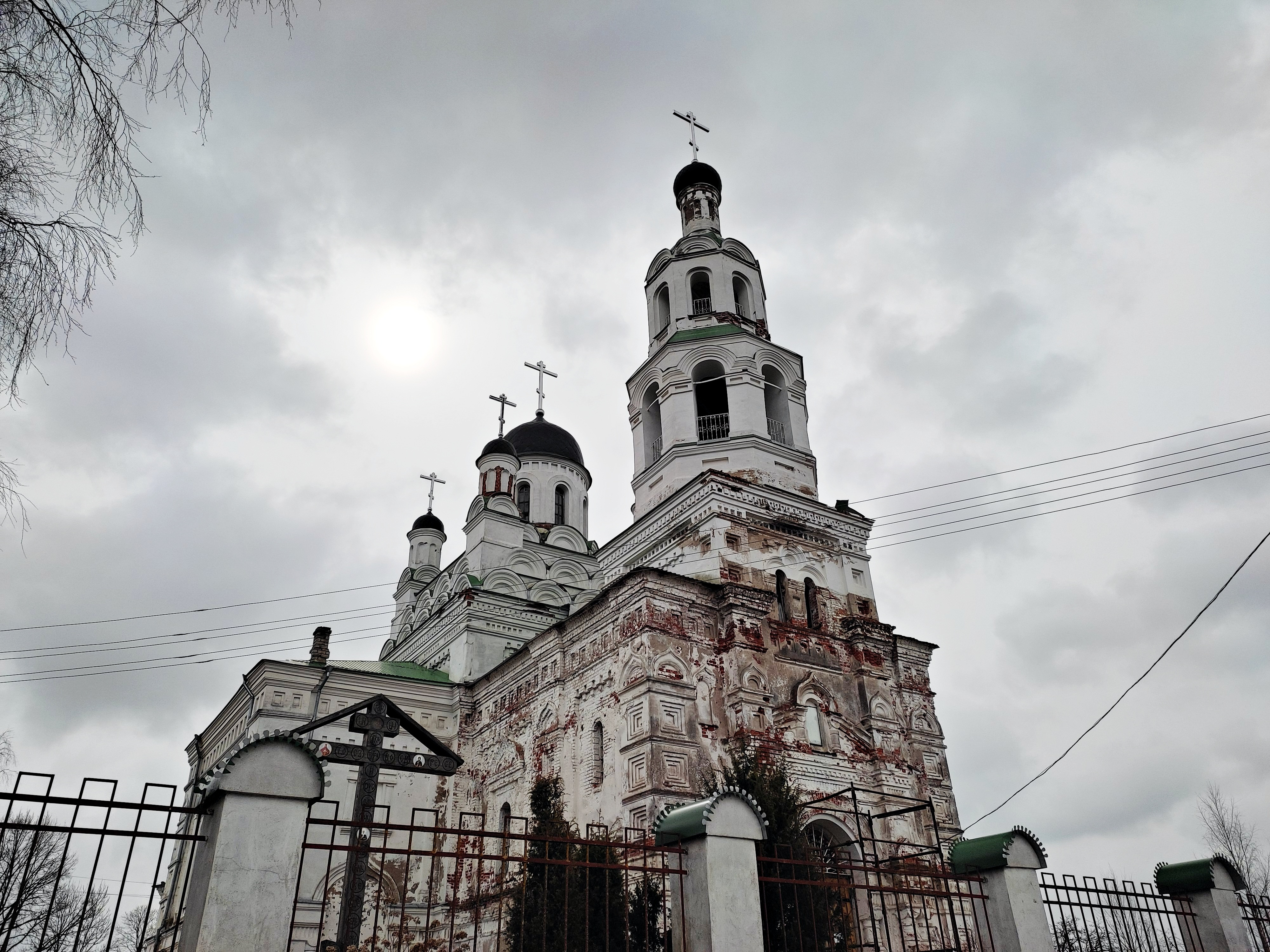
Cerkiew św. Trójcy w Ułle